# 동부산대학교
동부산대학교(東釜山大學校, Dong Pusan College)는 부산광역시 해운대구에 위치했던 사립 전문대학이다. 2020년 8월, 교육부에 의하여 폐교되었다.

## 연혁
1978년 12월 28일, 학교법인 설봉학원에 의하여 동래여자전문대학이 설립되었다. 이듬해 3월 27일 개교하였으며, 1996년 9월 11일 남녀공학 학교로 개편되며, 동부산전문대학으로 교명을 변경하였다. 1998년 5월 11일, 동부산대학으로 교명을 변경하였고, 2012년 2월 11일. 동부산대학교로 교명을 변경하였다.
2018년 대학기본역량진단에서 재정지원제한대학으로 선정된 이력이 있으며, 2020년 8월 31일, 교육부에 의하여 폐교 조치되었다. 2020년 8월 31일 자로 42년만에 폐교됐다.

## 사건과 비판

### 동부산대학교 폐교 경과와 조치
2019년 9월 27일, 동부산대학교 교직원 40여명은 동부산대학교가 정상적인 학사 운영 능력을 상실했다고 판단하여, 자진 폐교 신청을 교육부측에 전달한 것으로 알려졌다.
동부산대학교 폐교 논란이 갑자기 고개를 든 것은 아니다. 지난 2015년, 동부산대학교를 운영하고 있는 학교법인 설봉학원의 이사장을 비롯한 일부 임원이 약 80억원을 횡령하여 2017년 파면된 바 있다. 이러한 상황이 이어지자, 교육 당국이 추진하는 대학 구조조정 정책에서 좋은 성적을 받지 못하는 상황이 이어졌고, 이러한 불이익을 모면하기 위하여, 학교는 교육비에서 학생들에게 장학금을 지급하는 동안 채무가 증가해왔다. 학교는 채무 압박에서 벗어나기 위해 2018년 3월부터 교직원 임금을 삭감했으나, 그마저도 동년 9월 이후로 지급하지 못하고 있다. 결국 동부산대학교는 2020학년도 전문대학 수시 1차 전형에서 학생을 모집하지 않기로 했다. 다만, 앞으로의 모집 전형은 추후 공지한다고 하였으나, 각계 전문가들은, 동부산대학교에 크게 긍정적인 변수가 생기지 않는 한 앞으로의 모집 전형도 불참할 것으로 예상하고 있다. 이럴 경우, 학교에 학생이 사라져 강제 폐교당할 가능성도 배제할 수 없는 상황이다.  상황은 날로 심각해져, 줄어드는 학생 및 교직원의 영향으로, 수익 구조의 불안정을 이유로 교내식당마저 폐쇄된 것으로 알려졌다.
그러나 교육부와 홍수현 총장은 자진폐교에서 선을 긋는 모습이다. 교육부는 학교법인 설봉학원과 동부산대학교는 교직원 임금 관련 소송 진행 중인 관계로, 자진 폐교는 법적으로 불가하다는 입장이다. 홍수현 총장의 입장은 폐교를 하지 않기 위해, 다양한 학교와 인수·합병 등 통폐합 추진 중에 있다. 다만, 2019년 10월까지도 재정 기여자가 없는 관계로, 캠퍼스를 매각하여 교직원들의 밀린 임금을 지급하고, 자진 폐교할 것으로 계획이 잡혀있다고는 하나, 감정가 200억에 달하는 동부산대학교 부지가 쉽게 매각될지는 미지수이다. 한편, 동부산대학교가 정상화 되기 위해서 필요한 최소한의 금액은 210억원으로 추산되고 있다.
학교가 노력하였다고 주장하나, 교육 당국은 동부산대학교와 학교법인 설봉학원이 권고한 사항을 제대로 이행하지 않고, 2020학년도 신입생을 선발하지 않은 점 등을 근거로 2020년 7월 6일부로 강제 폐교 절차에 착수했다.
결국 정상화에 실패하고, 2020년의 폐교 조치된 첫 고등교육기관이 되었다.

## 같이 보기
- 2019년 부산 산불